# قارچ‌های دیگچه‌ای
قارچ‌های دیگچه‌ای (نام علمی: Chytridiomycota) نام یک شاخه از فرمانرو قارچ است.